# Django le Proscrit
Pour les articles homonymes, voir Django.
Pour plus de détails, voir Fiche technique et Distribution.
Django le Proscrit (titre original : El proscrito del rio Colorado) est un film espagnol de Maury Dexter sorti en 1965.

## Synopsis
Ayant fui sa terre natale pour aller au Mexique, Pat O'Brien est devenu lieutenant sous les ordres du général Camargo. Ce dernier le charge de veiller sur sa fille Marta qui tombe amoureuse d'Alfredo, un voisin de campagne, ainsi que sur la propriété menacée par de dangereux pistoleros. Ces bandits agissent sous le commandement d'Espada, ancien associé de Camargo dont il n'a pas pardonné de s'être rangé du côté de l'ordre installé...

## Fiche technique
- Titre original : El proscrito del rio Colorado
- Titre français : Django le Proscrit
- Réalisation : Maury Dexter
- Scénario et histoire : Eduardo Manzanos Brochero
- Directeur de la photographie : Manuel Merino
- Montage : Antonio Gimeno
- Musique : Manuel Parada
- Costumes : Mercedes de Segovia
- Décors : José Luis Galicia et Jaime Pérez Cubero
- Production : Eduardo Manzanos Brochero et Arturo Marcos
- Genre : Western
- Pays :  Espagne
- Durée : 98 minutes
- Date de sortie :
  -  Espagne : 1965

## Distribution
- George Montgomery (VF : Roger Rudel) : Pat (Django en VF) O'Brien
- Elisa Montés (VF : Lily Baron) : Francisca (Francesca en VF) Riaño
- José Nieto : le général Miguel Camargo
- Jesús Tordesillas (VF : Jean-Pierre Duclos) : Don Cristobal Riaño
- Miguel del Castillo : Espada
- Ana María Custodio (VF : Renée Régnard) : Señora Camargo
- Ricardo Valle : Alfredo Riaño
- Gloria Cámara : Marta Camargo
- Ralph Balwyn : le padre de la Niña
- José Villasante : Capataz